# Széchényi Imre (zeneszerző)
Sárvári és felsővidéki gróf Széchényi Imre (Bécs, 1825. február 15. – Budapest, 1898. március 11.) magyar országgyűlési képviselő, főrend, diplomata és zeneszerző volt, Széchenyi István unokaöccse. Egy időben a magyar keringőkirálynak is nevezték, később személye és művészete egyaránt feledésbe merült. A Széchényi-emlékév kapcsán kutatások kezdődtek, elveszett műveit találták meg, melyek több, mint 140 év óta nem hangzottak el. Ezek újbóli bemutatója 2016. januárban volt. Személye nem tévesztendő össze unokaöccsével, az 1858 és 1905 között élt, a mezőgazdaságot és a sportot átalakítani igyekvő Széchényi Imrével.

## Életrajza
Apja Széchényi Lajos, Széchenyi István testvére, Zsófia főhercegnő főudvarmestere volt. Testvére Széchényi Dénes volt. A család pozíciójának megfelelően kiváló nevelést kapott, magántanárok oktatták. A két gyerek játszópajtása a még gyerek Ferenc József és Miksa volt.
Imre húszéves korára öt nyelven beszélt, zongorázott, komponált. A család horpácsi otthonában testvérével, annak feleségével és a család barátaival sokat zenéltek. Első dalát 1845-ben adták ki, egy magyar nyelvű versre komponálta. 42 éves korában nősült. Felesége, Sztáray-Szirmay Alexandra grófnő szintén zongorázott.
20 éves korától diplomáciai tevékenységet végzett. A Vatikánban, Stockholmban, Frankfurt am Mainban, Brüsszelben, Párizsban, 1854 közepétől Szentpéterváron szolgált. Legszebb polkái és mazurkái itt íródtak. Ezután nápolyi követ lett, onnan Rómába került, majd 1865-ben visszavonult a diplomáciától, és Nagymarton országgyűlési képviselője lett. Diplomata évei alatt számos jelentős személyt megismert, köztük volt Bismarck, I. Vilmos német császár, ifj. Johann Strauss, Zichy Mihály és Liszt Ferenc, (aki feldolgozta Széchényi Bevezetés és magyar induló c. művét). Mikor Garibaldi csapatai Gaeta várát ostromolták, végig a járvány és éhínség sújtotta várban tartózkodott, annak bevételéig.
1878-ban a Monarchia berlini nagykövetévé nevezték ki, 1892-ben visszavonult. 1898-ban hunyt el Budapesten. Négy fia született, utódai a tengerentúlon és Nyugat-Európában élnek.

## Zeneszerzői munkássága
Táncok (keringő, polka, mazurka, galopp, induló) és romantikus versekre írt dalok fűződnek nevéhez. Kisebb terjedelmű műveinek és zenekari polkáinak, mazurkáinak egy részét kiadták nyomtatásban. Nagyobb méretű darabjai legnagyobbrészt elvesztek vagy lappanganak, csak sajtóadatokból ismertek. Ezeket ugyanis – bár bizonnyal lett volna rá módja – valószínűleg nem jelentette meg nyomtatásban.
Műveit, sőt személyét is gyakorlatilag elfelejtették. Életét és munkásságát dédunokaöccse, Széchényi Kálmán 2011 óta kutatja. Mintegy száz művének a kottáját sikeresen fellelte. Azóta műveit már több európai városban bemutatták. 2014-ben jelent meg az első hangfelvétel műveiből „Imre Széchényi – Forgotten compositions” címmel (Hungaroton HCD32748). Néhány művét jóval több, mint száz év után, 2016 elején mutatták be újra, a MÁV Szimfonikus Zenekar előadásában.